# 윤준성
윤준성(1989년 9월 28일 ~ )는 대한민국의 축구 선수이며 포지션은 수비수였다.

## 클럽 경력
2012년 포항 스틸러스에 입단하였으나 주전 경쟁에서 밀려 많은 경기에 나서지는 못하였으며, 2014시즌에는 황선홍 감독에 의해 공격수로 기용되기도 하였고, 전북과의 리그 28라운득 경기에서는 후반 막판 교체 투입되어 강수일의 동점골을 어시스트하기도 했다.
2015년 출장기회를 잡고자 대전 시티즌으로 이적해 주전 수비수로 활약하였으나 끝내 팀의 강등을 막지 못하였다.
2015 시즌을 끝으로 군 복무를 목적으로 상주 상무에 입단하였다가 2017년 9월 13일에 군 복무를 마치고 대전으로 복귀하였다.
2018년 3월 3일 부천 FC와의 리그 개막전에서 동점골을 성공시키며 대전 입단 후 첫골을 성공하였다.
2018시즌 종료 후 FA명단에 포함되었고, 겨울 이적시장에서 수원 FC에 입단했다.
2020시즌을 앞두고 타이 리그1의 나콘랏차시마 FC에 입단했다.
2021시즌을 앞두고 K리그2의 FC 안양으로 이적했다.

## 수상

### 클럽

#### 포항 스틸러스
- K리그 클래식
  - 우승 1회 : 2013
- FA컵
  - 우승 1회 : 2012, 2013